# Партибрејкерс
Партибрејкерс (у преводу Журколомци) српска је рок група из Београда.
Групу су у августу 1982. године основали Зоран Костић Цане (певач), Горан Булатовић Манза (бубњар), Небојша Антонијевић Антон (гитариста) и Љубиша Костадиновић (гитариста). Први наступ су имали 4. октобра 1982. у Дадову, као предгрупа саставу The Fifties.

## Чланови

### Садашњи
- Зоран Костић Цане[а] — вокал
- Небојша Антонијевић Антон[б] — гитара
- Роберт Телчер[в] — гитара
- Златко Вељовић[г] — бас-гитара
- Дарко Курјак[д] — бубањ

### Бивши
- Горан Булатовић Манза — бубањ
- Љубиша Костадиновић Љуба — бас-гитара
- Ненад Красавац Келе[ђ] — бубањ
- Влада Фунтек — бубањ
- Диме Тодоров Муне — бас-гитара
- Марко Миливојевић[е] — бубањ
- Игор Боројевић[ж] — бубањ
- Борко Петровић[з] — бубањ
- Саша Влајсовић[и] — бас-гитара
- Гојко Шевар[ј] — бас-гитара
- Срђан Граовац[к] — гитара
- Миодраг Карајанковић[л] — бас-гитара
- Дејан Утвар[љ] — бубањ
- Владислав Рац[м] — бас-гитара

## Дискографија

### Студијски албуми
- Партибрејкерс I (1985)
- Партибрејкерс II (1988)
- Партибрејкерс III (1989)
- Кисело и слатко (1994)
- Ледено доба (1997)
- Грамзивост и похлепа (2002)
- Слобода или ништа (2007)[17]
- Сиротињско царство (2015)

### Албуми уживо
- Забава још траје (1992)
- Крш и лом (2010)

### Компилације
- Најбоље од најгорег (1996)
- Сан и јава (1999)

### Видео издања
- Последњи дани слободе (1996)

## Награде и номинације
- Награде Годум

| Година | Категорија            | Номиновано дело | Исход    |
| ------ | --------------------- | --------------- | -------- |
| 2022.  | Награда за рок музику | —               | Освојено |

- Концерт 2003.
- Будва, 1. јануар 2019.
- Будва, 1. јануар 2019.
- Будва, 1. јануар 2019. 
 (Антон и Цане)